# Campsosternus gemma
Campsosternus gemma là một loài bọ cánh cứng trong họ Elateridae. Loài này được Candèze miêu tả khoa học năm 1857.

## Mô tả
Thân hình bầu dục, toàn thân nhẵn, không có lông. Ngực trước có màu xanh vàng, và các cạnh (không bao gồm viền xung quanh và góc sau) có màu đỏ; cánh cứng có màu xanh vàng với ánh đồng.